# Campeonato Panamericano de Béisbol Sub-10 de 2000
El Campeonato Panamericano de Béisbol Sub-10 de 2000 con categoría Infantil A, se disputó en Los Teques, Venezuela del 18 al 27 de agosto de 2000. El oro se lo llevó Venezuela por tercera vez.

## Equipos participantes
- Brasil
- Colombia
- Honduras
- México
- Nicaragua
- Panamá
- Perú
- Puerto Rico
- República Dominicana
- Venezuela

## Resultados
| Posición | Selección            |
| -------- | -------------------- |
|          | Venezuela            |
|          | Puerto Rico          |
|          | Colombia             |
| 4°       | Brasil               |
| 5°       | México               |
| 6°       | Panamá               |
| 7°       | República Dominicana |
| 8°       | Honduras             |
| 9°       | Nicaragua            |
| 10°      | Perú                 |